# Lago Retba

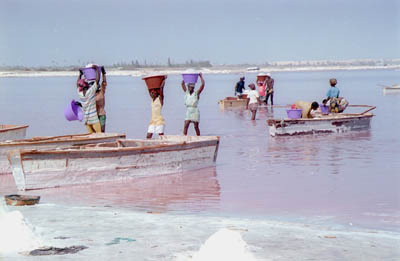
Barcos no lago

O Lago Retba fica ao norte da península de Cap Vert, no Senegal, a cerca de 30 km a nordeste da capital, Dakar, no noroeste da África. É nomeado de Lago Rosa por suas águas rosadas causadas pelas algas Dunaliella salina e é conhecido por seu alto teor de sal, até 40% em algumas áreas.

## Descrição
O lago é separado do Oceano Atlântico apenas por um estreito corredor de dunas e recebe o nome de suas águas rosadas, causadas pelas algas Dunaliella salina. As algas produzem um pigmento vermelho para auxiliar na absorção de luz, que fornece energia para criar ATP. A cor é particularmente visível durante a estação seca (de novembro a junho) e é menos visível durante a estação chuvosa (julho a outubro).

## Sal

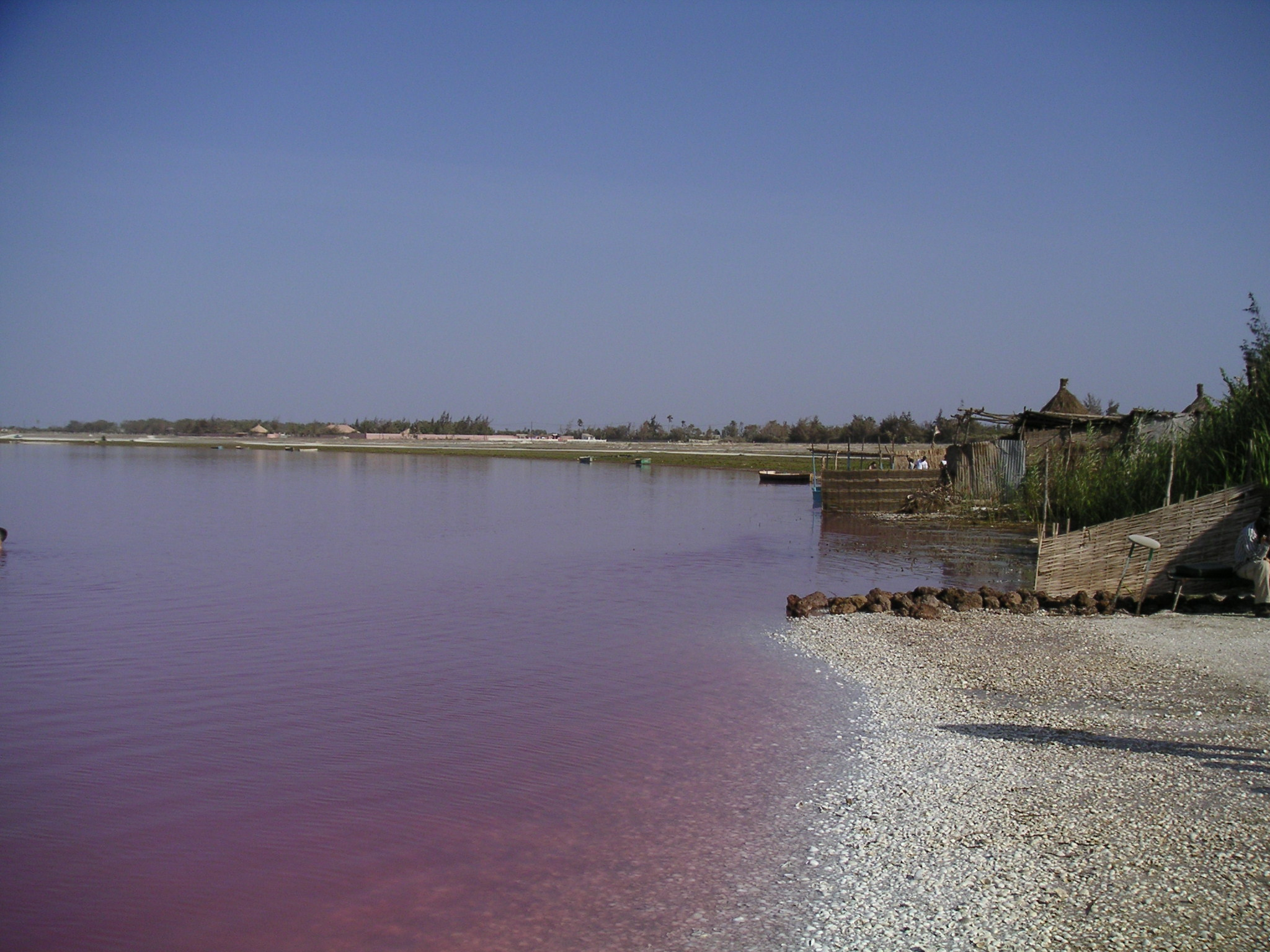
Lago Rosa no Senegal

O lago é conhecido por seu alto teor de sal, até 40% em algumas áreas, devido principalmente à entrada de água do mar e sua subsequente evaporação. Como o Mar Morto, o lago é suficientemente fluido para que as pessoas possam flutuar facilmente.
O sal é exportado para toda a região por até 3.000 colecionadores, homens e mulheres de toda a África Ocidental, que trabalham de 6 a 7 horas por dia, e protegem a pele com beurre de Karité (manteiga de karité), um emoliente produzido a partir de nozes de karité que ajuda a evitar danos nos tecidos. O sal é usado pelos pescadores senegaleses para preservar o peixe, um componente de muitas receitas tradicionais, incluindo o prato nacional, uma refeição de peixe e arroz chamada thieboudienne.
Os peixes no lago se adaptaram ao seu alto teor de sal, desenvolvendo maneiras de bombear sal extra e manter seus níveis de água equilibrados. Os peixes são aproximadamente quatro vezes menores do que aqueles que vivem em um ambiente normal, como resultado do nanismo dos peixes de água salgada.

## Rally Dakar
O lago era frequentemente o ponto de chegada do Rally Dakar, antes que o rali se mudasse para a América do Sul em 2009.